# Kostel svatého Mikuláše (Wilcza)
Kostel svatého Mikuláše (polsky: Kościół św. Mikołaja) je dřevěný římskokatolický farní kostel v obci Wilcza v gmině Pilchowice v okrese Gliwice ve Slezském vojvodství v Polsku, náleží pod katolickou farnost svatého Mikuláše ve Wilcze děkanátu Knurów arcidiecéze katovické. Kostel je zapsán ve vojvodském seznamu památek pod registračním číslem 564/66 z 5. února 1956 a je součástí Stezky dřevěné architektury ve Slezském vojvodství.

## Historie
První kostel ve vesnici byl postaven pravděpodobně kolem roku 1480. Kostel byl zničen v průběhu třicetileté války. Současná svatyně byla postavena v roce 1755. Stavitelem byl tesař Jakub Sedlaczek z Gliwic. Samostatná farnost svatého Mikuláše byla ustanovena v roce 1925. Kostel byl opravován v roce 1935, 1961 a v letech 2007–2012. V roce 1917 a 1942 byly zabaveny dva zvony pro válečné účely.

## Architektura

### Exteriér
Kostel je jednolodní orientovaná dřevěná roubená stavba na kamenné podezdívce na půdorysu obdélníku uzavřená užším kněžištěm s trojbokým závěrem a připojenou věží (zvonicí) k západní části lodi. Ke kněžišti je přistavěna sakristie. Ke stavbě bylo použito dubové, borovicové a smrkové dřevo. Střecha je dvou hřebenová sedlová krytá šindelem. Kolem kostela je šindelové zastřešení otevřených sobot. Věž je štenýřové konstrukce se zbíhajícími se stěnami pokrytými šindelem a zakončeny přesahujícím zvonovým patrem s prolamovanou jehlanovou střechou. Ve věži je zavěšen zvon z roku 1949 zasvěcený svatému Mikuláši. Na hřebenu lodi je umístěn osmiboký sanktusník s lucernou a barokní cibulovou bání. Do kostela vedou dva vchody s přístavky. Stěny kostela nad sobotami jsou děštěné.

### Interiér
V interiéru kostela je barokní vybavení. V kněžišti je valená klenba, v lodi je plochá s fabiony. Kruchta je podepřena dvěma zdobenými sloupy. Varhany na kruchtě byly přemístěny z Pilchowic, pochází z roku 1781 byly vyrobeny slezským varhanářem Wilhelmem Gottfriedem Schefflerem z Brzegu. Hlavní oltář z druhé poloviny 17. století nese obraz svatého Mikuláše, který byl přemístěn z kostela v Gorzycích. Pozdně barokní boční oltáře jsou z 18. století na evangelijní straně je s obrazem svatého Jiří, na epištolní straně je s obrazem Michaela archanděla. Také ambon pochází z 18. století. V kostele se nachází votivní obraz Panny Marie Frýdecké z roku 1709 s nápisem v moravštině. Rokoková monstrance je z roku 1776. Vzorová polychromie z 20. století překrývá starší výmalbu.